# Alegorija učinaka dobre i loše vladavine
Alegorija učinaka dobre i loše vladavine (talijanski: Allegorie ed effetti del cattivo governo e Buono) je freska u središnjoj dvorani Sienske vijećnice (Palazzo Pubblico) koju je od 1337. – 1339. godine naslikao veliki gotički slikar sijenske škole, Ambrogio Lorenzetti.
Slika duga 770 cm sastoji se od šest dijelova:
- Dobra uprava sa zborom svetaca
- Učinci dobre vladavine u gradu
- Učinci dobre vladavine na selu
- Loša uprava sa zborom demona
- Učinci loše uprave u gradu
- Učinci loše uprave na selu

## Povijest
God. 1338., siensko gradsko vijeće devetorice (Nove) je naručilo od Amrogia fresku u središnjoj prostoriji, Salla della Pace („Soba mira“), u Gradskoj vijećnici (Pallazo Publico). Odabrana tema je bila alegorijski prikaz kontrasta dobre i loše uprave na građane i seljane, koje je Ambrogio trebao prikazati na suprotnim zidovima.
Ironično, ali samo nekoliko godina nakon završetka ove slike, siromaštvo, glad i bolest su poharale Sienu.

## Odlike
Na zidu iznad vrata naslikana je "Alegorija dobre vladavine" kao skup vrlina i zbor svetaca koji podupiru veliku žensku personifikaciju grada na prijestolju.
Kao priznanje svojim naručiteljima, Ambrogio je na slici „Učinci dobre vladavine u gradu“ stvorio idealizirani prikaz Siene i njene okolice. Kupola i karakteristični prugasti kampanil katedrale nalaze se u gornjem lijevom kutu slike, a na drugom kraju grada, iznad gradskih vrata koja se otvaraju u krajolik nalazi se skulptura Kapitolijske vučice kojom se naglašava kako su to „Rimska gradska vrata“ (Porta Romana) koja vode prema Rimu. Narativnim načinom Lorenzetti je prikazao realističke prizore iz svakodnevnog gradskog i seoskog života. Od lijeva prema desno, žene nose odjeću po najnovijoj modi dok plešu i pjevaju slaveći dobru vladavinu, ljudi na konjima jašu između zgrada čiji otvoreni lukovi pokazuju školu, trgovinu i konobu; na krovovima se vide ljudi koji nose korpe i slažu cigle; dok seljaci ulaze u grad da prodaju svoju robu. Ispod slike „Učinci dobre vladavine u gradu“ nalazi se natpis koji slavi Pravdu i mnoge dobre stvari koje proizilaze iz nje:
Ispred vrata koja se otvaraju u sliku "Učinci dobre vladavine na selu" lebdi alegorija Sigurnosti u obliku žene odjevene u prozirnu draperiju, sa svitkom u ruci i minijaturnim vješalima s obješenim čovjekom u drugoj ruci. Na svitku stoji poziv onima koji dolaze u grad da dolaze u miru, a vješala su upozorenje onima koji to ne učine. Natpis kaže:
Novina na ovoj slici je čuveni panoramski prikaz Siene iz ptičje perspektive. Na dnu, grupa seljaka obrađuje zemlju, dok kultivirani pejzaž u pozadini odvlači gledateljevo oko u nepreglednu daljinu. To je prvi pravi pejzaž nakon rimske umjetnosti. Ambrogio je proučavao seljake u njihovim sezonskim radovima; prizor ruralne Toskane koji se vrlo malo mijenjao posljednjih 600 godina.
Ambrogio je uspio na slici ostvariti dvije važne stvari. Prije svega, uspio je ostvariti vizualno jedinstvo usprkos promjenama gledišta i proporcija dijelova, čime mu je plovuća kompozicija ipak razumna. Drugo, ostvario je osjećaj prirodnih omjera u donosu figura prema okolini. Od žena koje plešu na glazbu tambure ispred obućarnice do zadovoljnih seljaka koji skrbe za plodna polja i bogate vinograde, cijela slika odiše vizijom uređenog društva, mira i blagostanja u određenom vremenu i prostoru.
- Detalj "Sloge" s Učinaka dobre uprave
- Detalj panorame Siene
- Detalj učinaka loše uprave u gradu
- Detalj učinaka loše uprave na selu

## Vanjske poveznice
- Bilješke o freskama  Arhivirana inačica izvorne stranice od 20. travnja 2010. (Wayback Machine) (fr.)